# Ellipteroides (Progonomyia) flaveolus
Ellipteroides (Progonomyia) flaveolus is een tweevleugelige uit de familie steltmuggen (Limoniidae). De soort komt voor in het Afrotropisch gebied.